# Marian Stępniewski
Marian Stępniewski (ur. 3 sierpnia 1935 w Kowlu) – polski mineralog i geochemik, specjalista w dziedzinie zastosowań metod rentgenowskich metod rentgenowskich w geologii.

## Życiorys
Urodził się w rodzinie nauczycielskiej. Ojciec, Antoni Stępniewski, po ukończeniu w 1926 Seminarium Nauczycielskiego w Solcu nad Wisłą, skierowany został do powiatu kowelskiego na Wołyniu.
Tragicznego losu większości Polaków na Wołyniu rodzina Stępniewskich uniknęła dzięki akcji kuzynów, którzy kilkanaście godzin przed wkroczeniem Armii Czerwonej wywieźli ich furmanką aż w kieleckie. W czasie wojny rodzice Mariana pracowali na wsi w gospodarstwach krewnych koło Opatowa, później koło Solca n/Wisłą. Ojciec cały czas był głęboko zaangażowany w działalność podziemną (Bataliony Chłopskie,pseudonim 'Młot') tajnie nauczał; po wojnie był represjonowany.
Marian czytania i pisania nauczył się w domu w wieku 5 lat. Później uczęszczał do wiejskich szkół w miejscu pobytu rodziców. Szkołę średnią ukończył w Starachowicach w 1951.
Mimo zdanego egzaminu wstępnego na Wydział Mechaniczny Politechniki Warszawskiej, nie został przyjęty „z powodu braku miejsc”. Rzeczywistą przyczyną było „inteligenckie” pochodzenie, z kresowym epizodem i okupacyjne zaangażowanie ojca, a oficjalnie zbyt młody wiek.
W 1951 objął stanowisko laboranta na Wydziale Chemii Uniwersytetu Warszawskiego. Pracował u Ludwika Chrobaka, krystalografa i rentgenografa, kierownika Katedry Krystalografii UW. W 1952 został przyjęty na Wydział Geologii Uniwersytetu Warszawskiego, na kierunek mineralogii i geochemii. Na IV roku studiów został zatrudniony przez L. Chrobaka na stanowisku asystenta w Katedrze Krystalografii.
Pracę magisterską na temat pierwiastków śladowych w amfibolitach i serpentynitach z okolic Dzierżoniowa na Dolnym Śląsku, przygotowaną pod kierunkiem Antoniego Polańskiego obronił w 1957. W pracy tej po raz pierwszy w Polsce wykorzystał spektrometrię rentgenowską w badaniach próbek geologicznych.
1 lipca 1960 został zatrudniony w Instytucie Geologicznym CUG przez dyr. Edwarda Rühle, z rekomendacji Ferdynanda Szumlasa, organizującego w Instytucie Zakład Geochemii .
Doktoryzował się na podstawie rozprawy o solach potasowych  nawierconych w rejonie Zatoki Puckiej (promotorem był Antoni Łaszkiewicz). Uzasadniała ona tezę, że sole te są produktem wtórnym, który powstał na skutek oddziaływania roztworów bogatych w potas i magnez na skały siarczanowe. W związku z tym złoża mogły mieć postać nieregularnych, trudnych do określenia gniazd, nieprzydatnych do eksploatacji.
W latach 1981–1989 był kierownikiem Zakładu Geochemii i Chemii Analitycznej, w skład którego wchodziło Centralne Laboratorium Chemiczne PIG w Warszawie.
Przez kilka kadencji (1984–1995) był członkiem Komitetu Chemii Analitycznej PAN, a także Komisji Problemowej Polskiego Komitetu Normalizacyjnego (1992–1998). Był mianowany Dyrektorem Górniczym III stopnia i wyróżniony odznaczeniami resortowymi, m.in. Złotą Odznaką Państwowego Instytutu Geologicznego.
Jest autorem ponad 50 publikacji, 30 opracowań archiwalnych oraz kilkunastu recenzji i opinii.
Na emeryturę odszedł w 2001. Nadal prowadzi działalność naukową i utrzymuje kontakty z Państwowym Instytutem Geologicznym. Ponadto zajął się genealogią rodów za strony obojgu rodziców. Udokumentował włoskie pochodzenie założyciela rodu matki. Na te tematy opublikował dwie książki: 'Saga rodu spod Św. Krzyża' (o rodzinie matki) i 'Marcin i Katarzyna' (o rodzinie ojca).

## Etapy działalności zawodowej
1. 1956–1960. Nauczyciel akademicki na Uniwersytecie Warszawskim, Zajęcia z krystalografii, krystalochemii i rentgenografii dla studentów chemii, fizyki i mineralogii. Specjalizacja w metodach wykorzystujących promieniowanie rentgenowskie w badaniach składu i właściwości skał i minerałów.
2. 1960–1994. Praca w Instytucie Geologicznym CUG (później Państwowym Instytucie Geologicznym). W dużej części zajmował się działalnością organizacyjną. Utworzył w Instytucie wielofunkcyjną pracownię rentgenowską. W połowie lat 70. było to najlepiej w Polsce wyposażone (w japońską aparaturę) laboratorium geologiczne. W pracowni tej wykonywane były analizy i ekspertyzy dla potrzeb Instytutu, prace metodyczne oraz prace badawcze dotyczące genezy utworów salinarnych, karbonatytów, dolomitów kruszconośnych, i inne. W latach 1982–1989 był kierownikiem Zakładu Geochemii i Chemii Analitycznej Instytutu Geologicznego. Zapoczątkowane wówczas zostały w Instytucie prace dotyczące ochrony środowiska, wykonana została pierwsza mapa geochemiczna okolic Warszawy (1987), itd.
3. 1995–2001. Kierował zespołem specjalistów krajowych i zagranicznych (z Niemiec, Japonii, Anglii, USA), który badał budowę, skład i kosmiczną historię meteorytu Baszkówka. Badania te wykazały, że meteoryt ma skład chemiczny wzorcowy dla pierwotnej materii planetarnej. Wyniki prezentowane były na międzynarodowych konferencjach, organizowanych przez Meteoritical Society w Berlinie, Dublinie, Johannesburgu i Chicago. Marian Stępniewski jest autorem bądź współautorem kilkudziesięciu artykułów w czasopismach krajowych i zagranicznych dotyczących badań materii planetarnej, głównie unikalnego meteorytu polskiego Baszkówka.

## Wybrane publikacje
- Stępniewski M., 1965, Rentgenograficzna ilościowa analiza fazowa. Biuletyn IG 213, T. III, str. 139–151. Warszawa.
- Stępniewski M. i in., 1965, Branneryt i minerały współwystępujące w żyle kwarcowej z Wołowej Góry koło Kowar (Sudety). Biuletyn IG 193, T. V, str. 207–228, Warszawa.
- Stępniewski M., 1972, Niektóre pierwiastki śladowe w cechsztyńskich minerałach solnych z rejonu Zatoki Puckiej. Biuletyn IG 272, T. X, str. 7–68. Warszawa.
- Stępniewski M. i in., 1974, Mineralizacja galenowo–sfalerytowa piaskowców dolnego triasu z rejonu Koziegłów. Kwartalnik Geologiczny, T.18, nr 2, str. 279–287, Warszawa.
- Stępniewski M.,  1977, Lattice defects in the Triassic dolomites of the Silesia – Cracow Region. Archiwum Mineralogiczne, T. XXXIII, z.2, str. 5–12.
- Kowalski W., Stępniewski M., 1979, X-ray diffraction powder method of determining the composition of Sr-containing barites. Bulletin de l’Academie Polonaise des Sciences, vol. XXVII, No 3–4, str.151–157.
- Stępniewski M., Siemiątkowski J., Borucki J., Radlicz K., 1998, Fall, recovery and preliminary study of the Baszkówka meteorite (Poland), Archiwum Mineralogiczne, T. LI, z.1–2, str. 32–52.